# 田嶋隆純
田嶋 隆純（たじま りゅうじゅん、1892年〈明治25年〉1月9日 - 1957年〈昭和32年〉7月24日）は、日本の仏教学者。大正大学教授。真言宗豊山派大僧正。
チベット語に訳された仏教文献の精査解読とそれに基づくチベット訳と漢訳の仏典対照研究の先駆けとなった。

## 人物
大正末期、日本におけるチベット語の先駆者河口慧海に師事しチベット語を修得。昭和初期にフランスに渡りソルボンヌ大学に留学。チベット訳の『大日経』や曼荼羅の研究に学績を残した。
また大戦後、花山信勝の後を受けて巣鴨拘置所の教誨師となり、刑場に臨む戦犯に寄り添い処刑に立ち会うとともにBC級戦犯の助命減刑嘆願にも奔走した。その「代受苦」（地蔵菩薩の身代りの徳）の活動が多くの戦犯から感謝され、「巣鴨の父」と慕われた。
田嶋が出版に尽力した『世紀の遺書』（1953、巣鴨遺書編纂会）は大きな反響を呼び、その益金の一部によって東京駅前広場（丸の内南口）に「愛（アガペ）の像」が建てられ、巣鴨で処刑された戦犯らの平和への想いの象徴となった。「愛の像」のなかには本書が納められた。

## 経歴
1892年（明治25年）1月9日、栃木県下都賀郡（現在の栃木県栃木市都賀町原宿）で農家の四男に生れ、13歳の時、栃木市満福寺（当時、新義真言宗智山派）の長澤泰純のもとに入室。生来頭脳明晰で、常用経典の読誦や、弘法大師の主著『十巻章』や漢籍の素読に目を見張るものがあった。14歳の時、永見快賢（後の護国寺貫首）に随い得度。
1911年（明治44年）上京し、護国寺の豊山中学（現・日本大学豊山中学校・高等学校）・豊山派尋常学院に学ぶ。豊山中学を卒業後、護国寺の援護のもと、1919年（大正8年）豊山大学（現・大正大学）本科を卒業。同時に研究科（今の大学院）に進み、教授・荻原雲来の薦めにより河口慧海に師事しチベット語並びにチベット訳仏教文献を学び、『大日経』のチベット訳と漢訳の対照研究に励んだ。
1922年（大正11年）、研究科を修了。その時の論文が後に出版される『蔵漢対訳大日経住心品』である。同年、豊山大学講師。1925年（大正14年）、満福寺の新師・長澤泰隆の長女フミと結婚。1927年（昭和2年）、大正大学助教授。1928年（昭和3年）、同大学教授。折しも『中外日報』紙上で、師の河口慧海が高野山大学教授・栂尾祥雲の『曼荼羅の研究』（1927、高野山大学出版部）の問題点を指摘。師の後を受け論拠を挙げて批評したところ、栂尾も田嶋の『蔵漢対訳大日経住心品』を厳しく批判。お互いに譲らず真摯な学術論争が半年続いた。
1931年（昭和6年）、ソルボンヌ大学に留学。1934年（昭和9年）3月、弘法大師1100年御遠忌を機に、パリ東洋語学校のポール・ドミエヴィルやハーバード大学のセルゲイ・エリセーエフなどの協力のもと、ギメ東洋美術館新講堂で記念講演を行い、続いて「弘法大師の教義と両部曼荼羅」と題しての連続講演を行った。これを縁に東洋学のシルヴァン・レヴィやアルフレッド・フーシェと知遇を得、その指導のもとで仏文の『大日経の研究』を上梓し学位論文とした。4年10ヵ月の留学中、折からパリに滞在していた『放浪記』の林芙美子や考古学者の森本六爾たちとの交遊もあった。
1936年（昭和11年）帰国し、師・長澤泰隆の後継として高平寺（現・栃木市岩舟町下津原）に入る。1941年（昭和16年）、宗教関係者や代議士らとともに渡米し、日米開戦回避と平和維持をアメリカ各地で訴える。1942年（昭和17年）、東京江戸川区小岩の正真寺（真言宗豊山派）に移る。戦後、1945年（昭和20年）から、大正大学文学部長・図書館長・仏教学部長・真言宗研究室主任などを歴任。1949年（昭和24年）、花山信勝の後を受け巣鴨拘置所の教誨師となる。大学の講義中、突然会いに来たアメリカ兵から受諾を要請されたという。
1951年（昭和26年）、教誨活動・助命減刑嘆願・戦犯遺族との連絡・世界宗教者会議への提訴・国連軍への輸血協力等々による過労のため巣鴨拘置所で倒れ、以後亡くなるまで肢体言語不自由の闘病生活となる。
1952年（昭和27年）、巣鴨拘置所において田嶋の還暦祝賀会が行われ、「教誨師の還暦を祝う会が獄舎で行われたことがあるだろうか」「日夜、死と対決して生きる苦しみに悶える死刑の友を、生きる喜びに導いた<菩薩の変化（へんげ）>と思われる最高の師」といわれた。
1953年（昭和28年）、田嶋の尽力により、戦犯と家族の遺書・遺稿701篇を集めた『世紀の遺書』が刊行され、その益金によって、1955年（昭和30年）、東京駅丸の内南口広場に「愛（アガペ）の像」が建てられた。「愛」の字を田嶋が揮毫している。
1957年（昭和32年）、65歳で遷化。葬儀には旧戦犯やその家族、巣鴨プリズン関係者らが多く参列した。

## 交友関係
弟子に柴崎徳純（栃木市太山寺）、釈昭純（東京葛飾区普賢寺、葛飾区議会議員）、義弟に長澤實導（仏教学者、大正大学教授、智山教化研究所初代所長、文博、真言宗智山派満福寺第29世）がいる。

## 刊行著作
- 『蔵漢対訳 大日経住心品』新興社（1927年）。北辰堂、1990年 ISBN 978-4892871917
- 『仏文 両部曼荼羅及密教教理』田嶋隆純遺著刊行会（1959年）。新版 正真寺（1984年）
- 『わがいのち果てる日に』大日本雄弁会講談社（1953年）- 編著
  - 新装版『わがいのち果てる日に　巣鴨プリズン・BC級戦犯者の記録』（講談社エディトリアル、2021年7月）- 各・新版解説は山折哲雄
  - 抜粋版・講談社学術文庫、2025年7月、電子書籍も刊。ISBN 978-4065402443。

伝記
- 田嶋信雄『田嶋隆純の生涯』隆純地蔵尊奉賛会（正真寺、2006年）- 著者は後任の住職
  - 改訂版『巣鴨の父 田嶋隆純』山折哲雄監修（文藝春秋企画出版、2020年） ISBN 978-4160089655

## 関連文献
- 『世紀の遺書』巣鴨遺書編纂会（1953年）。復刻（講談社、1984年）

- 上坂冬子『巣鴨プリズン13号鉄扉』新潮社（1981年）。新潮文庫、中公文庫、PHPで再刊
- 大岡昇平『ながい旅』新潮社（1982年）。新潮文庫、角川文庫で再刊
- 吉村昭『プリズンの満月』新潮社（1995年）。新潮文庫で再刊 ISBN 978-4101117393
- 小林弘忠『巣鴨プリズン　教誨師花山信勝と死刑戦犯の記録』（中公新書、1999年／中公文庫、2007年）
- 冬至堅太郎『ある「BC級戦犯」の手記』 山折哲雄編（中央公論新社、2019年） ISBN 978-4120052156
- 『巣鴨プリズン記録写真集』 織田文二撮影・編（丘書房、1983年） ISBN 978-4871410199

## 関連リンク
- 巣鴨の父と呼ばれた経緯や、墓碑、隆純地蔵尊の紹介など
- 蔵の街とちぎ 大毘盧遮那殿 満福密寺（通称 満福寺） - 公式サイト